# Paradohertya albomaculata
Paradohertya albomaculata är en fjärilsart som beskrevs av George Thomas Bethune-Baker 1904. Paradohertya albomaculata ingår i släktet Paradohertya och familjen björnspinnare. Inga underarter finns listade i Catalogue of Life.